# Eunicella filum
Eunicella filum är en korallart som beskrevs av Manfred Grasshoff 1992. Eunicella filum ingår i släktet Eunicella och familjen Gorgoniidae. Inga underarter finns listade i Catalogue of Life.